# 北戸田駅

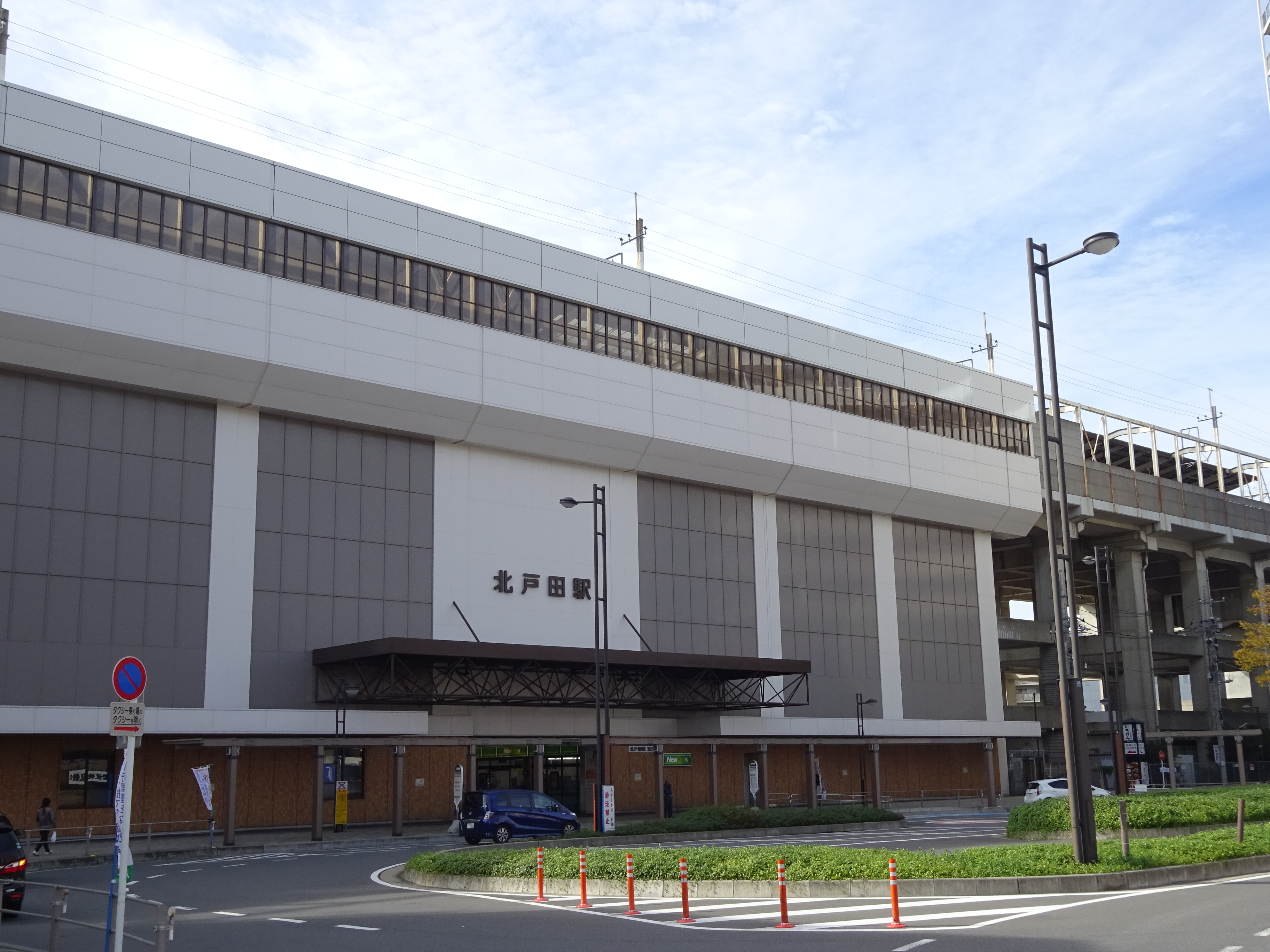
東口（2015年11月）

北戸田駅（きたとだえき）は、埼玉県戸田市大字新曽字芦原にある、東日本旅客鉄道（JR東日本）の駅である。駅番号はJA 20。
当駅に乗り入れている路線は、線路名称上は東北本線（支線）であるが、運転系統上は埼京線として案内される。

## 歴史
当初の計画では、通勤新線は笹目川の東側に建設され、浦和市（現・さいたま市南区）の辻小学校東側の辻五丁目付近に新駅が建設される予定だった。しかし、地元住民による反対運動が発生し、通勤新線の線路が計画よりも西側の現在の位置に建設されることになった。そのため、新駅は当初計画になかった戸田市新曽に設置されることになり、そこに当駅が建設された。

### 年表
- 1985年（昭和60年）9月30日：国鉄の駅として開業[2]。
- 1987年（昭和62年）4月1日：国鉄分割民営化に伴い、東日本旅客鉄道（JR東日本）の駅となる[2]。
- 1992年（平成4年）7月24日：自動改札機を設置し、使用を開始する[3]。
- 2001年（平成13年）11月18日：ICカード「Suica」の利用が可能となる[広報 1]。
- 2007年（平成19年）
  - 8月1日：1番線の発車メロディが戸田市歌「ああ わが戸田市」に変更[4]。
  - 10月31日：みどりの窓口の営業を終了。
- 2014年（平成26年）4月：改札から踊り場までの階段を新設。

## 駅構造
島式ホーム1面2線を持つ高架駅である。
戸田公園駅管理の業務委託駅（JR東日本ステーションサービス委託）である。ただし、お客さまサポートコールシステムが導入されており、早朝および一部の日中時間帯は遠隔対応のため改札係員は不在となる。また、指定席券売機、自動改札機が設置されている。なお、みどりの窓口は指定席券売機の設置に伴い、2007年（平成19年）10月31日をもって閉鎖された。
当駅付近で高架である東京外環自動車道の上をさらに跨ぐため、ホームはかなり高所に位置している。以前は改札からホームまで直接通じている階段が存在しなかったため、踊り場まではエスカレーターのみが通じていた。その他に、改札とホームを結ぶエレベーターが設置されている。なお、並行して通る東北新幹線は勾配を緩やかにするため、この近辺では埼京線より位置が低くなっている。
かつて日本一高い高架駅であった三江線宇都井駅（島根県邑智郡邑南町）は、2018年（平成30年）の路線廃止により廃駅となったため、それ以降は当駅が日本で最も地上から高い位置（地上高20.46メートル）にホームがある駅となった。なお、階段の段数も宇都井駅の116段を上回る126段である。しかし、2024年（令和6年）の北陸新幹線敦賀駅延伸に伴い、同駅の北陸新幹線ホームが日本で最も地上から高い位置（地上高約21メートル）に所在する駅となった。ただし、在来線に限れば当駅が引き続き日本一地上高が高い駅である。

### のりば
| 番線 | 路線   | 方向 | 行先                                     |
| ---- | ------ | ---- | ---------------------------------------- |
| 1    | 埼京線 | 南行 | 池袋・新宿・大崎・りんかい線・相鉄線方面 |
| 1    | 埼京線 | 上り | 池袋・新宿・大崎・りんかい線・相鉄線方面 |
| 2    | 埼京線 | 北行 | 武蔵浦和・大宮・川越方面                 |
| 2    | 埼京線 | 下り | 武蔵浦和・大宮・川越方面                 |

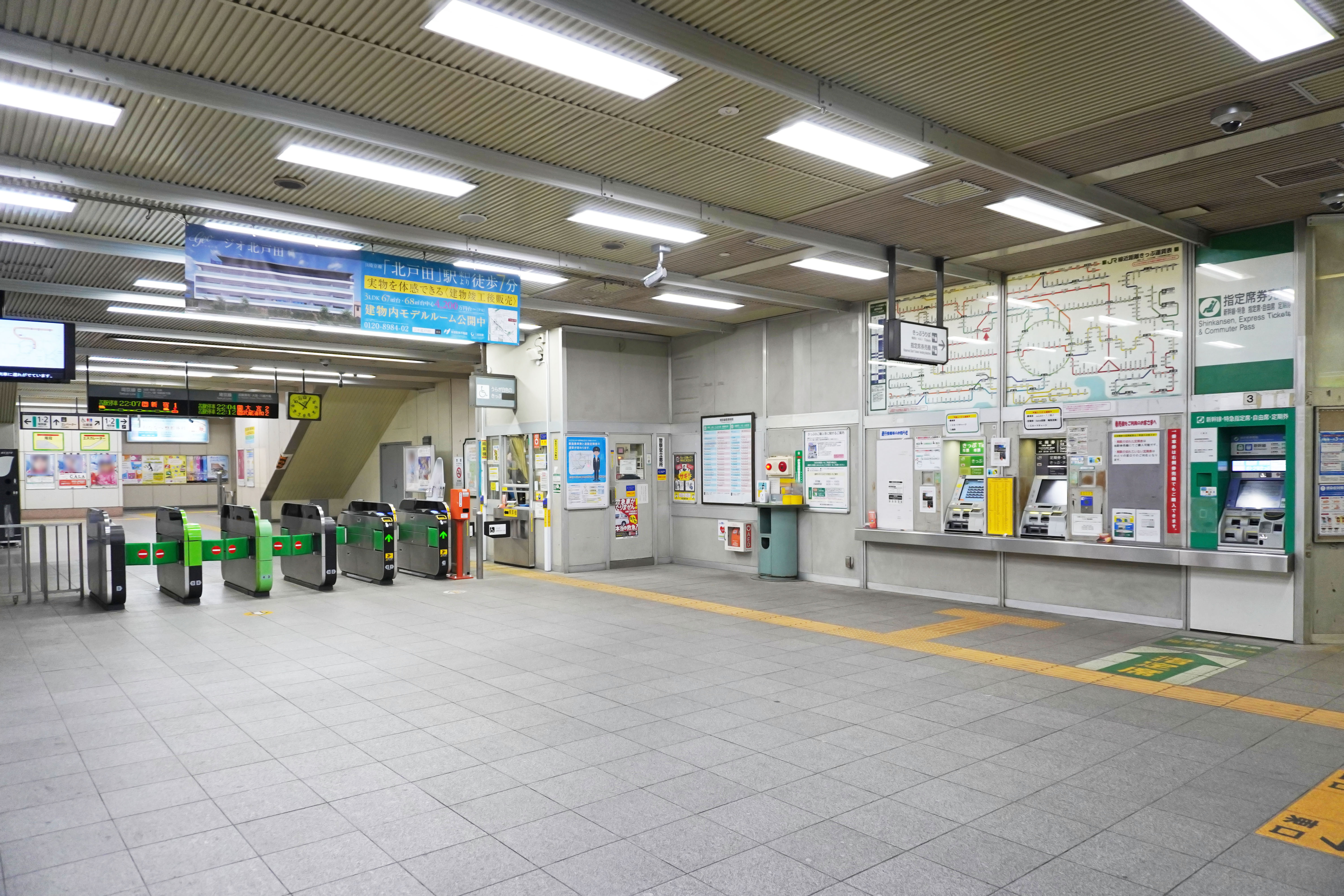
改札口（2023年1月）
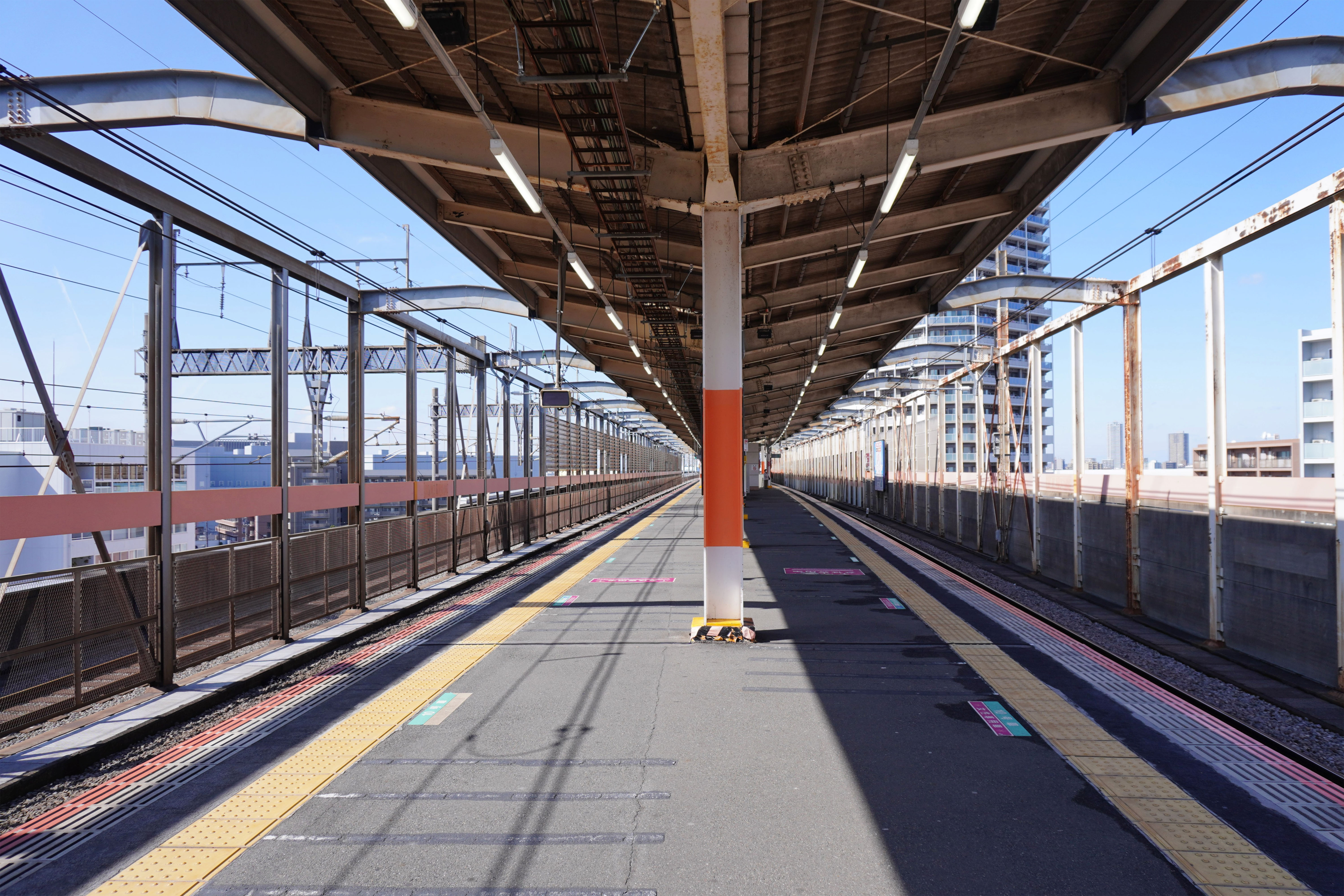
ホーム（2024年2月）

### 発車メロディ
1番線は、戸田市歌である｢ああ わが戸田市｣を使用。2番線はテイチク製の発車メロディが使用されている。2番線のみ2025年4月16日に変更された。
| 1 | JA | ああ わが戸田市 |
| 2 | JA | JRE-IKST-006-02 |

### ステーションカラー
1985年（昭和60年）9月30日開業の埼京線の各駅（北赤羽 - 北与野間）には、駅ごとに異なるステーションカラーが付けられている。これは現在も引き継がれている。当駅のカラーはオレンジ色（■）である。

## 利用状況
2023年度（令和5年度）の1日平均乗車人員は21,785人である。埼京線の各駅停車のみ止まる駅では最も利用者数が多い。
開業後の1日平均乗車人員の推移は下表の通りである。年度全体の乗車人員を365（閏日が入る年度は366）で除して1日平均乗車人員を求めており、計算で生じた小数点以下の値は切り捨てているため、定期外と定期の和は必ずしも合計と一致しない。
| 年度               | 1日平均乗車人員 | 1日平均乗車人員 | 1日平均乗車人員 | 出典              |
| 年度               | 定期外          | 定期            | 合計            | 出典              |
| ------------------ | --------------- | --------------- | --------------- | ----------------- |
| 1985年（昭和60年） |                 |                 | 3,009           |                   |
| 1986年（昭和61年） |                 |                 | 5,300           |                   |
| 1987年（昭和62年） |                 |                 | 6,323           |                   |
| 1988年（昭和63年） |                 |                 | 7,755           |                   |
| 1989年（平成元年） |                 |                 | 8,893           |                   |
| 1990年（平成02年） |                 |                 | 9,561           |                   |
| 1991年（平成03年） |                 |                 | 10,300          |                   |
| 1992年（平成04年） |                 |                 | 10,884          |                   |
| 1993年（平成05年） |                 |                 | 11,186          |                   |
| 1994年（平成06年） |                 |                 | 11,451          |                   |
| 1995年（平成07年） |                 |                 | 11,971          |                   |
| 1996年（平成08年） |                 |                 | 12,414          |                   |
| 1997年（平成09年） | 3,391           | 9,611           | 13,002          |                   |
| 1998年（平成10年） | 3,343           | 9,596           | 13,039          |                   |
| 1999年（平成11年） | 3,511           | 10,438          | 13,949          | [ 埼玉県統計 1 ]  |
| 2000年（平成12年） | 3,595           | 10,530          | 14,125          | [ 埼玉県統計 2 ]  |
| 2001年（平成13年） | 3,491           | 9,882           | 13,372          | [ 埼玉県統計 3 ]  |
| 2002年（平成14年） | 3,580           | 9,935           | 13,515          | [ 埼玉県統計 4 ]  |
| 2003年（平成15年） | 3,700           | 10,134          | 13,833          | [ 埼玉県統計 5 ]  |
| 2004年（平成16年） | 3,869           | 10,188          | 14,057          | [ 埼玉県統計 6 ]  |
| 2005年（平成17年） | 3,914           | 10,591          | 14,505          | [ 埼玉県統計 7 ]  |
| 2006年（平成18年） | 4,054           | 11,039          | 15,092          | [ 埼玉県統計 8 ]  |
| 2007年（平成19年） | 4,129           | 11,476          | 15,605          | [ 埼玉県統計 9 ]  |
| 2008年（平成20年） | 4,165           | 11,997          | 16,163          | [ 埼玉県統計 10 ] |
| 2009年（平成21年） | 4,058           | 12,044          | 16,103          | [ 埼玉県統計 11 ] |
| 2010年（平成22年） | 4,149           | 12,433          | 16,583          | [ 埼玉県統計 12 ] |
| 2011年（平成23年） | 4,308           | 12,825          | 17,133          | [ 埼玉県統計 13 ] |
| 2012年（平成24年） | 4,524           | 13,421          | 17,945          | [ 埼玉県統計 14 ] |
| 2013年（平成25年） | 4,821           | 14,223          | 19,045          | [ 埼玉県統計 15 ] |
| 2014年（平成26年） | 4,982           | 14,652          | 19,634          | [ 埼玉県統計 16 ] |
| 2015年（平成27年） | 5,110           | 15,133          | 20,243          | [ 埼玉県統計 17 ] |
| 2016年（平成28年） | 5,123           | 15,436          | 20,560          | [ 埼玉県統計 18 ] |
| 2017年（平成29年） | 5,256           | 16,098          | 21,354          | [ 埼玉県統計 19 ] |
| 2018年（平成30年） | 5,367           | 16,653          | 22,020          | [ 埼玉県統計 20 ] |
| 2019年（令和元年） | 5,321           | 16,875          | 22,196          | [ 埼玉県統計 21 ] |
| 2020年（令和02年） | 4,136           | 13,991          | 18,127          | [ 埼玉県統計 22 ] |
| 2021年（令和03年） | 4,728           | 14,344          | 19,073          |                   |
| 2022年（令和04年） | 5,416           | 15,050          | 20,466          |                   |
| 2023年（令和05年） | 5,914           | 15,870          | 21,785          |                   |

備考
1. ↑  1985年9月30日開業。開業日から翌年3月31日までの計183日間を集計したデータ。

## 駅周辺
- 日本銀行戸田分館
- イオンモール北戸田
- ジョイフーズ北戸田駅前店
- オーケー北戸田店
- 東横INN埼京線北戸田駅東口
- 戸田市立図書館
- 戸田市立郷土博物館
- さいたま市立浦和南高等学校
- 埼玉県立南稜高等学校
- さいたま市立南浦和中学校
- さいたま市立辻小学校
- さいたま市立辻南小学校
- 戸田市立美女木小学校
- 戸田市立笹目中学校
- 戸田市立芦原小学校
- 戸田市北部公園野球場
- 戸田市スポーツセンター
- 蕨戸田衛生センター
- スポーツクラブ ルネサンス
- 北戸田ファーストゲートタワー（戸田市最高層30階建て）
- 大日本印刷 蕨工場
- ムービング戸田物流センター
- 国際興業戸田営業所
- 戸田美女木東郵便局
- JR東日本クロスステーションフーズカンパニー戸田工場（旧日本レストランエンタプライズCK本部・北戸田工場）
- 東京外環自動車道 戸田東インターチェンジ
- 国道298号

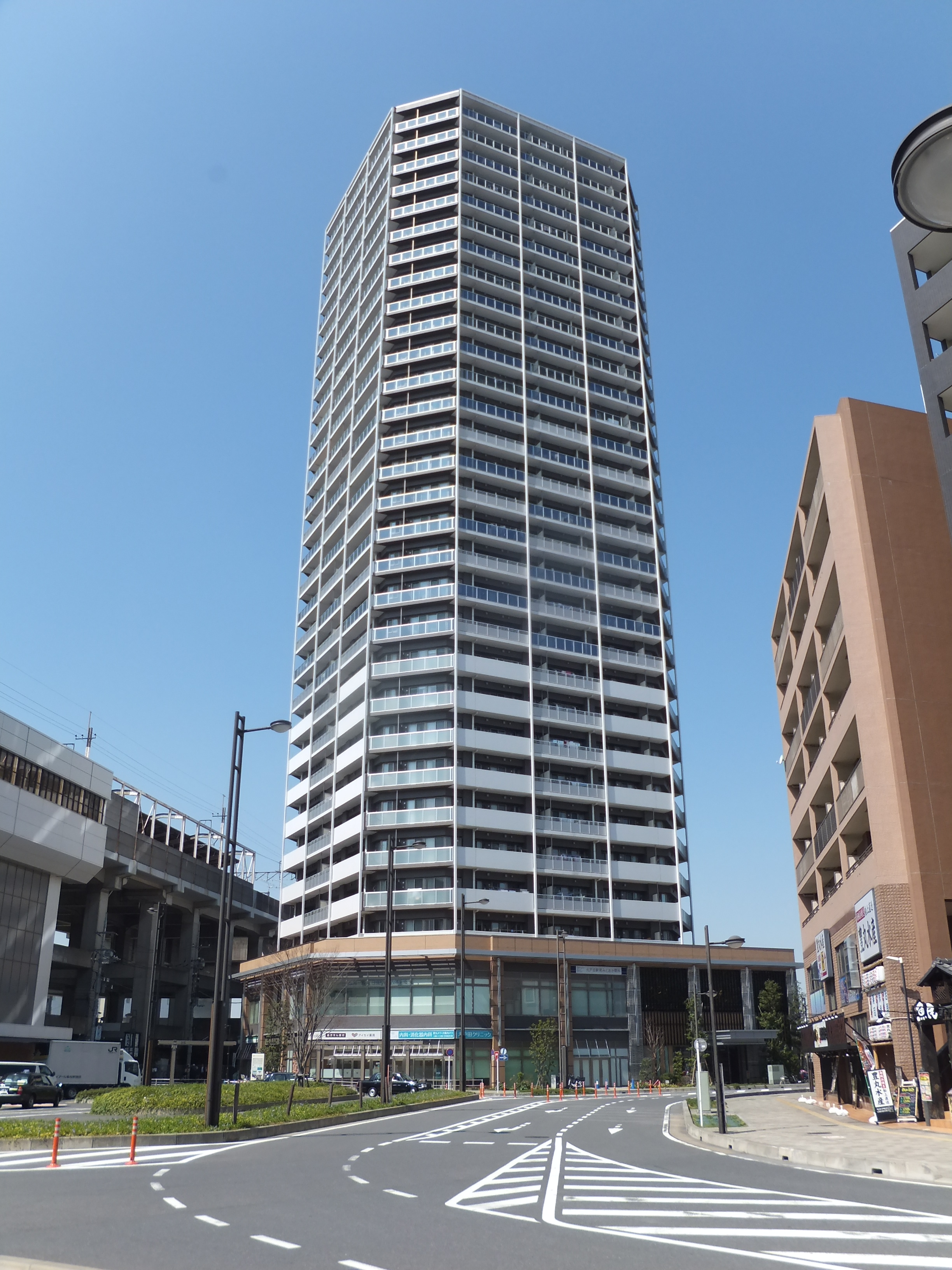
北戸田ファーストゲートタワー
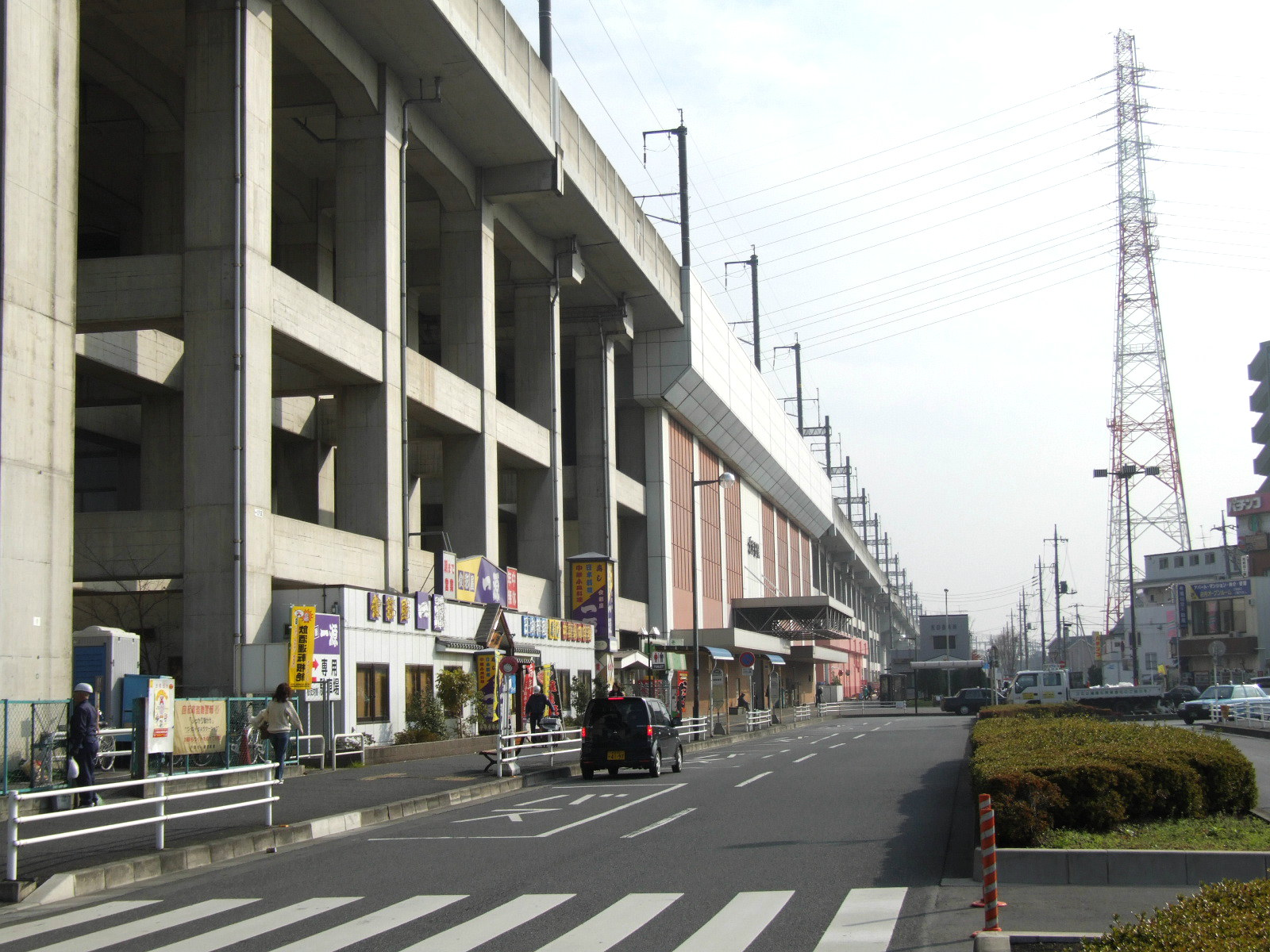
西口ロータリー

## バス路線

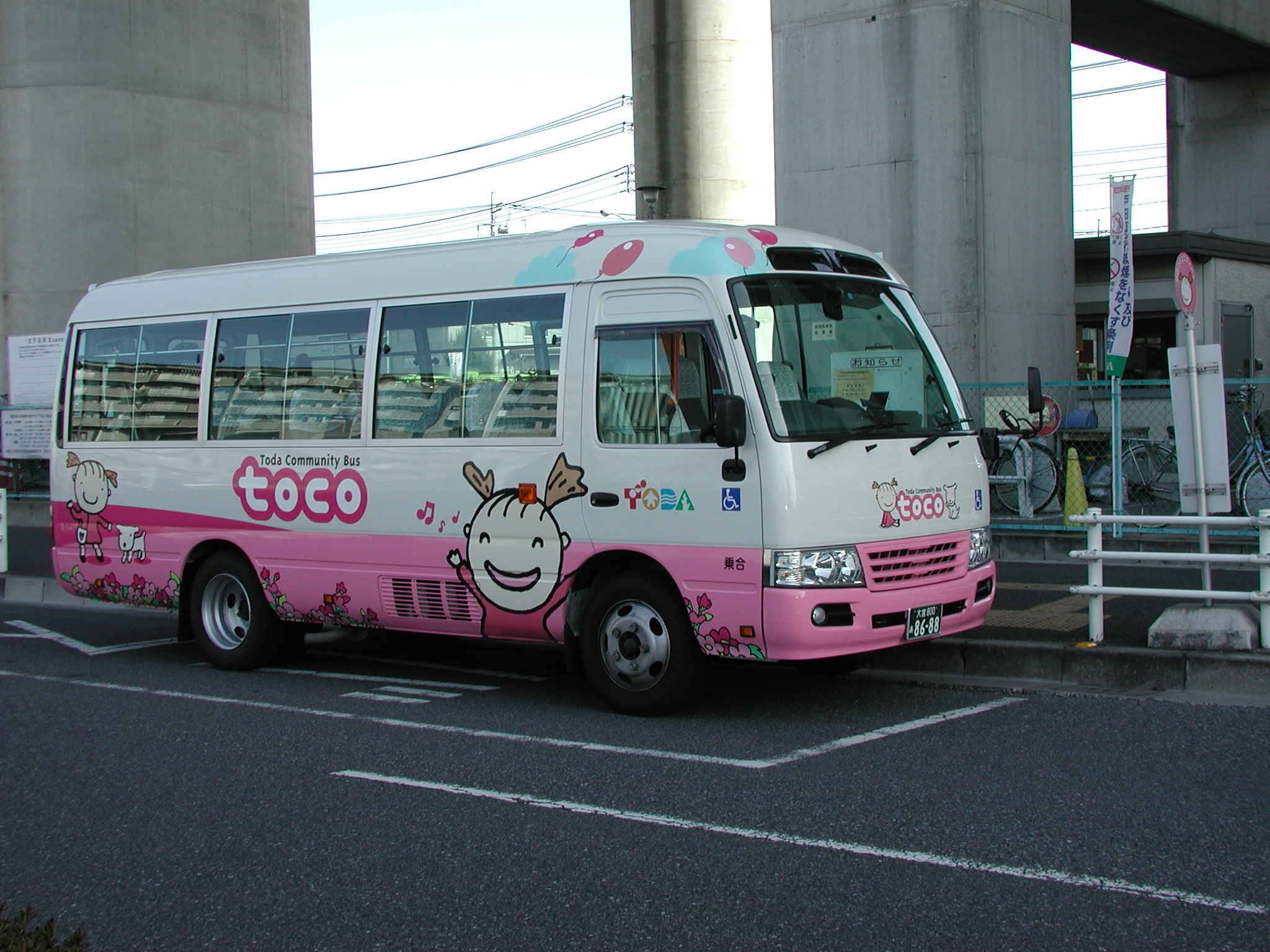
西口に停車している、戸田市コミュニティバス「toco」美笹循環の車両

西口にバス停留所があり、国際興業バスが1系統乗り入れるほか、戸田市のコミュニティバス「toco」も乗り入れている（運行は埼京タクシーが担当）。なお、このほかの系統は、駅東側へ2分ほど歩いたところにある「北戸田駅入口」バス停を通る。
北戸田駅
- 西川62：西川口駅西口行
- 戸田市コミュニティバス「toco」美笹循環：下笹目行

北戸田駅入口
- 南浦01：イオン北戸田ショッピングセンター行 / 南浦和駅西口行
- 南浦07・南浦84：戸田車庫行 / 南浦和駅西口行
- 蕨80：戸田車庫行 / 蕨駅西口行

## 隣の駅
東日本旅客鉄道（JR東日本）
 埼京線
■通勤快速・■快速
通過
■各駅停車
戸田駅 (JA 19) - 北戸田駅 (JA 20) - 武蔵浦和駅 (JA 21)

### 記事本文

##### 広報資料・プレスリリースなど一次資料
1. ↑  “Suicaご利用可能エリアマップ（2001年11月18日当初）” (PDF).   東日本旅客鉄道. 2019年7月27日時点のオリジナルよりアーカイブ。2020年4月29日閲覧。

### 利用状況
JRの1日平均利用客数
1. ↑  各駅の乗車人員 - JR東日本

JR東日本の2000年度以降の乗車人員
1. ↑  各駅の乗車人員（2000年度） - JR東日本
2. ↑  各駅の乗車人員（2001年度） - JR東日本
3. ↑  各駅の乗車人員（2002年度） - JR東日本
4. ↑  各駅の乗車人員（2003年度） - JR東日本
5. ↑  各駅の乗車人員（2004年度） - JR東日本
6. ↑  各駅の乗車人員（2005年度） - JR東日本
7. ↑  各駅の乗車人員（2006年度） - JR東日本
8. ↑  各駅の乗車人員（2007年度） - JR東日本
9. ↑  各駅の乗車人員（2008年度） - JR東日本
10. ↑  各駅の乗車人員（2009年度） - JR東日本
11. ↑  各駅の乗車人員（2010年度） - JR東日本
12. ↑  各駅の乗車人員（2011年度） - JR東日本
13. 1 2 3  各駅の乗車人員（2012年度） - JR東日本
14. 1 2 3  各駅の乗車人員（2013年度） - JR東日本
15. 1 2 3  各駅の乗車人員（2014年度） - JR東日本
16. 1 2 3  各駅の乗車人員（2015年度） - JR東日本
17. 1 2 3  各駅の乗車人員（2016年度） - JR東日本
18. 1 2 3  各駅の乗車人員（2017年度） - JR東日本
19. 1 2 3  各駅の乗車人員（2018年度） - JR東日本
20. 1 2 3  各駅の乗車人員（2019年度） - JR東日本
21. 1 2 3  各駅の乗車人員（2020年度） - JR東日本
22. 1 2 3  各駅の乗車人員（2021年度） - JR東日本
23. 1 2 3  各駅の乗車人員（2022年度） - JR東日本
24. 1 2 3  各駅の乗車人員（2023年度） - JR東日本

JRの統計データ
1. ↑  埼玉県統計年鑑 - 埼玉県
2. ↑  統計とだ - 戸田市

埼玉県統計年鑑
1. ↑  埼玉県統計年鑑（平成12年）
2. ↑  埼玉県統計年鑑（平成13年）
3. ↑  埼玉県統計年鑑（平成14年）
4. ↑  埼玉県統計年鑑（平成15年）
5. ↑  埼玉県統計年鑑（平成16年）
6. ↑  埼玉県統計年鑑（平成17年）
7. ↑  埼玉県統計年鑑（平成18年）
8. ↑  埼玉県統計年鑑（平成19年）
9. ↑  埼玉県統計年鑑（平成20年）
10. ↑  埼玉県統計年鑑（平成21年）
11. ↑  埼玉県統計年鑑（平成22年）
12. ↑  埼玉県統計年鑑（平成23年）
13. ↑  埼玉県統計年鑑（平成24年）
14. ↑  埼玉県統計年鑑（平成25年）
15. ↑  埼玉県統計年鑑（平成26年）
16. ↑  埼玉県統計年鑑（平成27年）
17. ↑  埼玉県統計年鑑（平成28年）
18. ↑  埼玉県統計年鑑（平成29年）
19. ↑  埼玉県統計年鑑（平成30年）
20. ↑  埼玉県統計年鑑（令和元年）
21. ↑  埼玉県統計年鑑（令和2年）
22. ↑  埼玉県統計年鑑（令和3年）